# Russell Herman Conwell
Russell Herman Conwell (15 de febrero de 1843 - 6 de diciembre de 1925) fue un orador, filántropo, abogado y escritor estadounidense, ministro de la Iglesia Baptista. Se le recuerda principalmente como fundador y primer presidente de la Universidad del Temple en Filadelfia, como pastor del Templo Bautista y por su inspiradora conferencia "Acres of Diamonds" (Acres de Diamantes). Nació en South Worthington, Massachusetts.

## Semblanza

### Primeros años
Proveniente de una familia de Nueva Inglaterra de ascendencia inglesa e hijo de granjeros de Massachusetts, Conwell dejó su hogar para asistir a la Academia Wesleyana Wilbraham y posteriormente a la Universidad Yale. En 1862, antes de graduarse en Yale, se alistó en el Ejército de la Unión durante la Guerra de Secesión. Deseaba alistarse en la guerra poco después del estallido de la misma en 1861, pero inicialmente no obtuvo la aprobación de su padre, Martin Conwell. Su padre, abolicionista, finalmente cambió de opinión y le permitió alistarse en la Compañía "F" del 27.º Regimiento de Voluntarios de Massachusetts, más conocidos como los "Mountain Boys".: 63–64  Conwell y los Mountain Boys sirvieron en Carolina del Norte y se enfrentaron por primera vez al ejército sudista en Kinston (Carolina del Norte).: 66  Allí, Conwell se ganó una reputación de soldado abnegado.
Durante la expedición "Gum Swamp", regresó al campo de batalla para recuperar los cuerpos de dos de sus soldados fallecidos. Posteriormente, durante la misma campaña, atrajo deliberadamente el fuego enemigo hacia su posición (lo que le costó recibir un disparo en el hombro) para obtener una ventaja táctica sobre sus adversarios confederados.: 69  El 25 de septiembre de 1862, fue nombrado capitán (con rango a partir del 9 de septiembre de 1862) y puesto al mando de la Compañía F del 46 Regimiento de Infantería de Massachusetts. Fue dado de baja del servicio, junto con su regimiento, el 29 de julio de 1863.
Tras nueve meses de alistamiento, Conwell regresó a su hogar en Massachusetts para convalecer tras contraer una fiebre peligrosa que lo aquejó durante todo el verano de 1863. Al recuperar la salud, se ofreció como voluntario para un servicio de tres años en el Segundo Regimiento de Artillería de Massachusetts y fue nombrado capitán al mando de la Compañía D el 9 de septiembre de 1863. Posteriormente, regresó a Carolina del Norte y fue puesto al mando de un fuerte en el Cuartel de Newport.: 70  Después de que sus soldados no hubieran cobrado durante tres meses, solicitó y recibió permiso para viajar a Newberne y asegurar la remuneración de sus hombres. Si bien consiguió un pase a través de las líneas, no obtuvo un permiso para ausentarse de este puesto, ni parecía que Conwell, a sus 21 años, comprendiera la diferencia.: 71  Tras recorrer treinta kilómetros, se enteró de que las fuerzas confederadas atacaron e invadieron la posición de su compañía. Cuando posteriormente se informó que la ausencia de oficiales de la Unión contribuyó a la derrota, Conwell fue arrestado y retenido en Newberne a la espera de una investigación, lo que resultó en que sus detractores lo acusaran de deserción.: 74 : 63  Conwell fue dado de baja del 2.º Regimiento de Artillería Pesada de Massachusetts el 20 de mayo de 1864. Si bien afirmó haber sido posteriormente reinstalado por el general James B. McPherson, ningún registro militar confirma su declaración.
Dos meses después de su detención, y antes de que se completara la investigación, fue asignado a Nashville, Tennessee, en junio de 1864 para unirse al movimiento del general MacPherson contra Atlanta.: 75  Durante la batalla de Kennesaw Mountain, el entonces teniente coronel Conwell sufrió una fractura de brazo y hombro a causa de la explosión de un proyectil de artillería. Mientras se recuperaba de esta lesión, el ateo Conwell se convirtió al cristianismo, en gran parte gracias al heroísmo de su leal asistente privado, John H. Ring.: 71, 75 
Tras recuperarse de esta última lesión, el Coronel Conwell fue asignado a Washington con un despacho al General Logan. Sin embargo, su salud lo obligó a renunciar y retirarse del servicio, tras lo cual recibió una baja honorable y un certificado por servicio fiel y patriótico de la Mancomunidad de Massachusetts.: 76 
Después de la Guerra Civil, estudió derecho en la Escuela de Leyes de Albany. Durante los años siguientes, trabajó como abogado, periodista y conferenciante, primero en Mineápolis y luego en Boston. Además, durante este período, publicó unos diez libros, incluyendo biografías de campaña de Ulysses S. Grant, Rutherford B. Hayes y James A. Garfield. En 1880, fue ordenado ministro bautista y se hizo cargo de una congregación en Lexington (Massachusetts).

### Ministro bautista
Alexander Reed, líder de la Iglesia Bautista Grace de Filadelfia, escuchó predicar a Conwell cuando lo visitó en Lexington y le recomendó que se convirtiera en pastor de su congregación. El llamamiento oficial se realizó el 16 de octubre de 1882. El primer sermón de Conwell en la Iglesia Bautista Grace fue el 30 de noviembre de 1882. Por entonces, la iglesia estaba ubicada en Berks y Mervine. Ese edificio fue demolido en 1969 para dar paso a los salones Gladfelter y Anderson de la Universidad de Temple.
El número del 4 de diciembre de 1882 de The Public Ledger informó lo siguiente sobre el nuevo ministro y la iglesia:
Servicios de dedicación de una nueva iglesia bautista dirigidos por el reverendo Russell H. Conwell, ex residente de Massachusetts. La iglesia, ubicada en el piso superior, tiene forma de anfiteatro y tiene capacidad para entre seiscientas y setecientas personas. Está terminada con gran gusto y es impecable. El techo tiene frescos, las ventanas son de vitrales y los bancos son de madera noble y están elegantemente tapizados. El edificio costó unos 70.000 dólares.
Conwell finalizó los servicios vespertinos con una hora de oración, dirigiendo los cantos y ofreciendo comentarios de sus sermones. El pastor musical solía interpretar una pieza solista durante los servicios vespertinos.
La personalidad magnética de Conwell, sus sermones altamente descriptivos, prácticos y atractivos, pronto atrajeron multitudes tan grandes que la iglesia superó su capacidad para acomodar a todos los que querían asistir.

### Hattie May Wiatt
El reverendo Conwell usó la historia de la niña Hattie May Wiatt y sus 57 centavos para impulsar una efectiva campaña de recaudación de fondos para construir una nueva iglesia. Hattie May vivía cerca, y ella y otros niños estaban reunidos afuera cuando Conwell llegó un domingo por la mañana. Conwell cargó a Hattie May sobre sus hombros y la sentó en un rincón del fondo. Un día, cuando se la encontró caminando por la calle, le dijo que no se preocupara, que algún día construirían una nueva iglesia para que todos los niños pudieran asistir. Hattie May murió a los seis años de edad. Cuando falleció a causa de la difteria, había ahorrado 57 centavos para contribuir a la causa. La madre de la niña le contó al reverendo Conwell que Hattie May había estado ahorrando dinero para ayudar a construir una iglesia más grande y le dio las monedas. El reverendo Conwell convirtió los 57 centavos en 57 peniques, contó a la congregación la historia de la pequeña Hattie May y subastó los centavos, obteniendo una ganancia de aproximadamente 250 dólares. Además, 54 de los 57 centavos fueron devueltos al reverendo Conwell, quien posteriormente los exhibió.
El 28 de junio de 1886, una casa cercana en la esquina de las calles Broad y Berks, conocida como El Templo porque el dueño no quería que se llamara iglesia hasta que la hipoteca estuviera completamente pagada, fue considerada para su compra por la Sociedad Wiatt Mite, que se había organizado con el propósito de ampliar los 57 centavos lo suficiente como para comprar la propiedad con el fin de alojar el Departamento de Primaria de la escuela dominical. Unos días después, la congregación acordó comprar el terreno. El primer pago fue de 57 centavos, y la propiedad se transfirió a la iglesia el 31 de enero de 1887. En esa misma casa se impartieron las primeras clases del Temple College, posteriormente la Universidad de Temple. La casa se vendió posteriormente para permitir la mudanza del Temple College y el crecimiento del Templo Bautista (ahora el Centro de Artes Escénicas de Temple,) y una gran parte de ese dinero se destinó a la fundación del Hospital Samaritan. Esta historia conmovió tanto a Conwell que la repitió muchas veces. La transcripción del sermón donde Conwell narra esta historia completa está disponible en las Bibliotecas de la Universidad de Temple.
En septiembre de 1887, durante la celebración del centenario de la Constitución de los Estados Unidos, se donó dinero de la Sociedad Wiatt Mite para el éxito del nuevo Templo. Esta fue la primera vez que se usó el nombre "Templo" en lugar del nombre de la iglesia.
En 1888, el grupo de jóvenes consideró convertirse en una organización mundial. El pastor fue orador en una convención de la Sociedad de Jóvenes de Esfuerzo Cristiano. Conwell quedó muy impresionado por el propósito y el entusiasmo del grupo. Posteriormente, recomendó el Esfuerzo Cristiano al grupo de jóvenes de la iglesia. El 10 de septiembre de 1888, finalmente se organizó la Sociedad del Esfuerzo Cristiano, cuyos miembros continuaron reuniéndose en la iglesia hasta la década de 1960.
Charles M. Davis, un joven diácono, se acercó al pastor con su deseo de predicar; sin embargo, Davis tenía poca educación y carecía de fondos suficientes para continuar sus estudios. Conwell aceptó ser su tutor. En los días siguientes, siete futuros estudiantes se reunieron con Conwell, y así nació el Temple College. Conwell se convirtió en presidente de la universidad, ahora conocida como la Universidad de Temple.
A medida que la membresía seguía creciendo a más de mil y la Escuela Dominical a un número aún mayor, se necesitaban instalaciones más grandes. En consecuencia, el 29 de marzo de 1889, se negoció un contrato para construir la nueva iglesia. La primera piedra del nuevo edificio se colocó el 27 de marzo de 1889 y la primera piedra el 13 de julio de 1889.
El 15 de febrero de 1891, Conwell predicó su último sermón en la antigua iglesia de las calles Marvine y Berks. El primer sermón en el nuevo edificio lo pronunció el 1 de marzo. Sesenta personas fueron bautizadas por la tarde y se leyeron varios discursos. El reverendo L. B. Hartman, el primer ministro, estuvo presente. La celebración continuó durante toda la semana y la iglesia se llenó por completo para todos los servicios. La nueva iglesia posteriormente se conocería como el Templo Bautista.
La congregación de la iglesia continúa hoy como Iglesia Baptista Grace de Filadelfia.

### Acres de Diamantes
La inspiración original para "Acres of Diamonds" (Acres de Diamantes), el ensayo más famoso de Conwell, surgió en 1869, cuando viajaba por Oriente Medio. La obra comenzó como un discurso, "pronunciado inicialmente", escribió Conwell en 1913, "ante una reunión de mis antiguos camaradas del 46.º Regimiento de Massachusetts, que sirvió en la Guerra Civil y del que fui capitán". Fue pronunciado como conferencia en el circuito de Chautauqua antes de convertirse en pastor de la Iglesia Baptista Grace de Filadelfia en 1882 y fue publicado por primera vez en forma de libro en 1890 por la Compañía John Y. Huber de Filadelfia. Antes de su muerte en 1925, Conwell lo pronunciaría más de 6152 veces en todo el mundo.
La idea central de la obra es que no es necesario buscar oportunidades, logros ni fortuna en otro lugar, y que los recursos para alcanzar todo lo bueno están presentes en la propia comunidad. Este tema se desarrolla con una anécdota introductoria, atribuida por Conwell a un guía árabe, sobre un hombre que deseaba con tanta vehemencia encontrar diamantes que vendió su propiedad y se lanzó en una inútil búsqueda. El nuevo propietario descubrió que una rica mina de diamantes se encontraba justo en la propiedad. Conwell profundiza en el tema con ejemplos de éxito, genio, servicio u otras virtudes que involucran a estadounidenses comunes y corrientes de su época: "¡Excava en tu propio patio trasero!".
En "La otra historia de los Estados Unidos", el historiador Howard Zinn comenta que el mensaje era que cualquiera podía enriquecerse si se esforzaba lo suficiente, a la vez que insinuaba que Conwell tenía actitudes elitistas al citar lo siguiente de su discurso:
Digo que deben enriquecerse, y es su deber hacerlo... Los hombres que se enriquecen pueden ser los más honestos que encuentren en la comunidad. Permítanme decirlo claramente: noventa y ocho de cada cien hombres ricos de Estados Unidos son honestos. Por eso son ricos. Por eso se les confía dinero. Por eso emprenden grandes empresas y encuentran mucha gente que trabaje con ellos. Es porque son hombres honestos... Me solidarizo con los pobres, pero son muy pocos los pobres con los que hay que compadecerse. Simpatizar con un hombre a quien Dios ha castigado por sus pecados... es obrar mal... Recordemos que no hay un solo pobre en Estados Unidos que no haya sido empobrecido por sus propios defectos...
La capacidad de Conwell para fundar la Universidad de Temple y sus otros proyectos cívicos se debió en gran medida a los ingresos que obtuvo gracias a este discurso. El libro se considera un clásico de la literatura del Nuevo Pensamiento desde la década de 1870. Tras la muerte de Conwell, las ganancias de este discurso se destinaron a la Sunday Breakfast Rescue Mission, un albergue para personas sin hogar en Filadelfia.

## Legado
- El nombre de Conwell perdura en el actual Seminario Teológico Gordon-Conwell, en South Hamilton, Massachusetts, un seminario teológico evangélico interdenominacional formado en 1969 mediante la fusión de dos antiguas escuelas de teología: la Escuela de Teología Conwell de la Universidad de Temple en Filadelfia y la Escuela de Teología Gordon de Wenham (Massachusetts).
- La escuela Russell Conwell Middle (Escuela Magnet) de Filadelfia también lleva su nombre. El anuario escolar se titula "Acres de Diamantes". El equipo de fútbol americano de la Universidad de Temple lleva calcomanías de diamantes en sus cascos y adornos de diamantes en sus cuellos en referencia al discurso de Conwell "Acres de Diamantes".[15]
- La película "Johnny Ring y la Espada del Capitán" (1921) se basa en los escritos de Conwell sobre sus experiencias en la Guerra Civil.[16]
- La escuela primaria de Worthington (Massachusetts), su ciudad natal, lleva su nombre.

## Obras seleccionadas
- "Acres of Diamonds" (Acres de diamantes)
- "Life of Charles Haddon Spurgeon, the World's Greatest Preacher" (Vida de Charles Haddon Spurgeon, el predicador más grande del mundo), 1892
- "Every Man His Own University" (Cada uno, su propia universidad), 1917
- "Increasing Personal Efficiency" (Aumento de la eficiencia personal), 1917
- "The Key to Success" (La clave del éxito), 1917
- "Health Healing and Faith" (Salud, sanación y fe), 1921
- "Praying for Money" (Orando por dinero), 1921
- "Subconscious Religion" (Religión subconsciente), 1921
- "Why Lincoln Laughed" (Por qué se reía Lincoln)’’, 1922
- "The Romantic Rise of a Great American" (El ascenso romántico de un gran estadounidense)’’ (biografía de John Wanamaker), 1924